# Jan Filip (Jurist)
Jan Filip (* 27. November 1950 in Šternberk, Tschechoslowakei) ist ein tschechischer Rechtswissenschaftler und Hochschullehrer an der Masaryk-Universität in Brünn.

## Leben
Filip studierte Rechtswissenschaften an der Universität Brünn. Dort arbeitete er als Assistent an der Abteilung für Rechtstheorie und Verfassungsrecht der Juristischen Fakultät und erwarb 1975 den sogenannten „kleinen“ Doktor der Rechte (JUDr.). 1984 folgte die sogenannte „große“ Promotion (CSc./PhD). Von 1987 bis 1992 war er Mitarbeiter in der Kanzlei der Föderalversammlung der ČSFR. Er war Komunistická strana Československa Fakultätsfunktionär. 1992 wurde er von der Universität zum außerordentlichen Professoren berufen, seit 1999 ist er dort ordentlicher Professor für Verfassungsrecht. Von 1997 bis 2007 war er zudem Berater des tschechischen Senats.
Filip hat über 100 Beiträge in wissenschaftlichen Fachwerken publiziert.

## Veröffentlichungen (Auswahl)
- Podstata, obsah a forma ústavy socialistického typu. Universitätsverlag, Brno 1987 (tschechisch, Dissertation).
- Einige Probleme der Vergangenheitsbewältigung am Beispiel der Restitutionen in der Tschechischen Republik. In: Gilbert H. Gornig, Hans-Detlef Horn und Dietrich Murswiek (Hrsg.): Eigentumsrecht und Enteignungsunrecht. Duncker & Humblot, Berlin 2012, ISBN 978-3-428-13910-1.